# Takanoella parvicornis
Takanoella parvicornis är en tvåvingeart som beskrevs av Baranov 1935. Takanoella parvicornis ingår i släktet Takanoella och familjen parasitflugor. Inga underarter finns listade i Catalogue of Life.